# ۷۰۰ (قمری)
۷۰۰ (قمری)، هفتصدمین سال در گاهشماری هجری قمری است. اول محرم این سال برابر با بیست و چهارم سپتامبر سال ۱۳۰۰ میلادی است.

## وابسته
- جامع‌التواریخ